# 五月雨號驅逐艦
五月雨（さみだれ）是大日本帝國海軍的驅逐艦。白露型驅逐艦6號艦。

## 艦歷
“五月雨”号驱逐舰，1934年12月19日于浦贺船坞动工，1937年1月29日就役，属于白露级驱逐舰，编号为6号舰。
太平洋战争开始时与姐妹舰村雨、夕立、春雨一同隶属于第2舰队第4水雷战队（旗舰那珂）第2驱逐队，活跃于东南亚战场。
参加过中途岛海战、巴厘巴板海战、爪哇海战役、第二次所罗门海战等战斗。在1942年9月后参与了对瓜岛的物资输送作战（“鼠輸送”）。
1942年11月中旬，参加了第三次所罗门海战。第一夜战斗中姐妹舰夕立被击沉，五月雨参与了对生还者的救助。第二夜战斗中战列舰雾岛被击沉，五月雨与僚舰朝云、照月参与了对其生还者的救助。月底返回横须贺进行维修，并于12月作为重巡洋舰高雄的护卫返回特鲁克。
1943年2月上旬，五月雨与朝云参与了瓜达尔卡纳尔岛撤退作战（ケ号作战）。5月下旬，编入北方部队，参与了基斯卡岛撤退作战。
同年10月6日至7日的维拉拉维拉海战中，五月雨使用鱼雷重创了美国海军塞弗里奇号驱逐舰。11月2日五月雨参加了布干维尔岛外海海战，战斗中重创了美国海军福特号驱逐舰。在上午0300左右五月雨误撞姐妹舰白露，舰首受损造成航速下降，两舰被迫退出战斗。
1944年3月10日修理完成后参加了松输送作战（塞班岛增援输送作战）。4月下旬，帕劳输送作战中，轻巡洋舰夕张被美国海军潜艇击沉，五月雨与夕月参与了救助。
8月18日，在帕劳群岛触礁。8月26日被美国海军潜艇黄貂鱼号鱼雷命中，船体断裂，弃舰。同年10月10日除籍。

## 同型艦

### 白露型
- 白露
- 时雨
- 村雨
- 夕立
- 春雨
- 五月雨

### 改白露型
- 海風（日语：海風 (白露型駆逐艦)）
- 山風（日语：山風 (白露型駆逐艦)）
- 江風
- 涼風

## 歷代艦長

### 艤裝員長
1. 有近六次 少佐：1936年11月2日 -

### 艦長
1. 有近六次 少佐：1937年1月29日 - 1937年12月1日
2. 渡辺保正 少佐：1937年12月1日 - 1938年12月15日
3. 阿部徳馬 少佐：1938年12月15日 - 1939年11月15日
4. 松原瀧三郎 少佐：1939年11月15日 -
5. 中村昇 少佐：1942年10月13日 -
6. 杉原与四郎 少佐：1943年8月13日 -
7. 西村徳太 少佐：1944年3月1日 -
8. 大熊安之助 少佐：1944年7月2日 -

## 關聯項目
- 大日本帝國海軍艦艇一覽